# Šamachi (rajón)
Šamachi (ázerbájdžánsky Şamaxı, rusky Шемаха Šemacha) je rajón neboli územněsprávní jednotka v Ázerbájdžánu.

## Správní centrum
Správním centrem rajónu je stejnojmenné město Şamaxı, známé výrobou koberců.

## Památky
V blízkosti rajónu se nachází významná památka Širvanské architektury z 15. století mauzoleum Diri Baba.

## Města a vesnice v rajónu
Əngixaran, Kələxana, Böyük Xınıslı, Mədrəsə, Astraxanovka, Yeni Astraxa-novka, Pirbəhli, Bağırlı, Ovculu, Hacıqə-dirli, Göylər, Dağ-Bağırlı, Çöl-Göylər, Acı Dərə, Yenikənd, Hacılı, Əhmədli, Də-dəgünəş, Çağan-1, Çağan-2, Dzerjinovka, Cabanı, Həmyəli, Çaylı-2, Dəmirçi, Zarat-xeybəri, Səfalı, Qəleybuğurd, Keçmədin, Qaladərəsi, Sis, Avaxıl, Y.Məmmədəli-yev, Lalazar, Aşkar, Mirikənd, Muğanlı, Qaravəlli, Məlcək, Y.Dmitrovka, Günəşli, Şirvan, Şərədil, Sabir, Mərzəndiyə, Çıraq-Iı, Çarhan, Adnalı, Nüydü, Çuxuryurd, Məlhəm, Kirovka, Talışnuru, Qonaqkənd, Çaylı, Məlikçobanı, Kərkəng, Meysəri, Ərçiman

## Partnerská města
- Iğdır, Turecko